# Die weißen Rosen von Ravensberg (Roman)

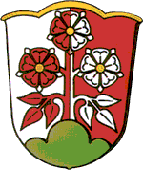
Rote und weiße Rosen in einem Wappen

Die weißen Rosen von Ravensberg ist ein Schauerroman, den Eufemia von Adlersfeld-Ballestrem 1896 im Leipziger Reclam-Verlag veröffentlicht hat. Das Buch erwies sich als Bestseller und wurde von Reclam bis in die 1940er Jahre mehr als 80 Mal neu aufgelegt.
Der Roman erzählt die Geschichte der jungen Iris von Erlenstein, die entdecken muss, dass sie als Kind einer Gattenmörderin geboren wurde, und beinahe selbst einer mörderischen Intrige zum Opfer fällt.

## Handlung
Erster Band
Zeit der Handlung ist zunächst das Jahr 1869. Die junge Baronin Marie von Ravensberg soll ihren Mann Karl, den letzten seines Adelsstammes, ermordet haben, wurde vom Gericht verurteilt und wartet im Gefängnis auf ihre Hinrichtung. Ihr Bruder Ludwig Graf von Erlenstein erklärt sich bereit, Maries neugeborenes Kind als sein eigenes aufzuziehen.
19 Jahre später. Marcell Fürst von Hochwald ist trotz seiner 45 Jahre immer noch ledig und will aus bestimmten Gründen vom Heiraten auch nichts wissen. Nachdem er den elterlichen Besitz erbt, darunter ein an der Nordseeküste gelegenes mittelalterliches Schloss, nimmt er nach langem Dienst als Kavallerieoffizier seinen Abschied vom Militär und reist nach Italien, um dort den Winter zu verbringen. In Florenz trifft er seine Schwester Olga Chrysopras, die oberflächliche Witwe eines reichen russischen Generals und Mutter zweier erwachsener Kinder: der hässlichen, aber kunstbegabten Sascha und des gutaussehenden, charakterlich aber etwas schwächlichen Boris. Boris, ein junger Diplomat, hat sich in Florenz gleich in drei junge Frauen verliebt: die Zwillinge Iris und Sigrid, die kein Geld haben, aber Komtessen Erlenstein sind, und die millionenschwere Amerikanerin Fuxia Grant. Fuxia, eine überdrehte Romantikerin, ist ganz unverblümt auf der Suche nach einem Ehemann aus europäischem Adel und wirft sich zunächst Marcell an den Hals. Dessen Interesse gilt bald jedoch Iris von Erlenstein. Iris ist die temperamentvolle, warmherzige, kunstsinnige der beiden Schwestern, während Sigrid still, kühl und abweisend ist. Sigrid vergleicht Iris und sich selbst immer wieder mit Maria und Martha von Bethanien, den beiden Schwestern des biblischen Lazarus, von denen Jesus Maria den Vorzug gegeben hatte. Dass der windige und als Duellant berüchtigte Ferrando Spini ihr leidenschaftlich den Hof macht, kann Sigrid nicht trösten.

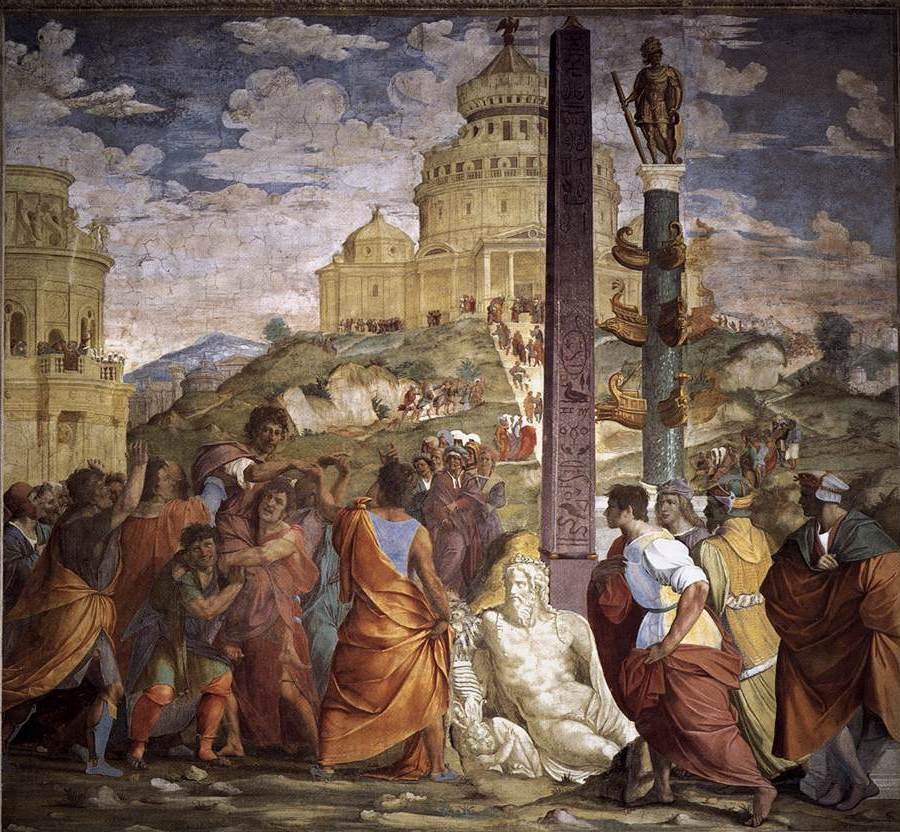
Marcell und Iris verloben sich in der Villa Medici vor Franciabigios Gemälde Der Triumph des Cicero

Sascha verliebt sich wiederum in Spini, den Marcell genau unter die Lupe nimmt, als in Florenz verschiedene Antiquitätenfälschungen auftauchen. Marcell, selbst Antiquitätenliebhaber, entdeckt bald, dass Spini der Fälscher ist. Marcell „entführt“ Iris zu einem unbegleiteten Ausflug in die Villa Medici bei Prato, in der 1587 der Überlieferung nach Francesco I. de’ Medici und seine Frau Bianca Cappello ermordet wurden. An diesem bedeutungsvollen Ort finden Marcell und Iris als Paar zusammen und verloben sich.
Als Marcell bei Ludwig Graf von Erlenstein um Iris’ Hand anhält, weiht dieser ihn in ein lange gehütetes Geheimnis ein: Iris ist gar nicht seine Tochter, sondern das Kind seiner hingerichteten Schwester Maria. Iris soll dies nie erfahren. Dass Marcell die Information als Schock aufnimmt, missversteht Ludwig zunächst. Er glaubt, es sei die Verbindung mit einem – möglicherweise genetisch belasteten – Mörderkind, die Marcell Angst macht. Tatsächlich hat Marcells Schreck darüber, dass Iris Maria von Ravensbergs Kind ist, jedoch einen ganz anderen Grund, den die Leser erst später erfahren werden. Nach einer Aussprache mit seinem alten Beichtvater entschließt er sich, Iris dennoch zu heiraten, und hält erneut um ihre Hand an. Sigrid, die Marcell selbst liebt, ist über die Verlobung überaus aufgebracht und macht Spini für den Fall, dass er die Heirat verhindert, das falsche Versprechen, seine Frau zu werden.

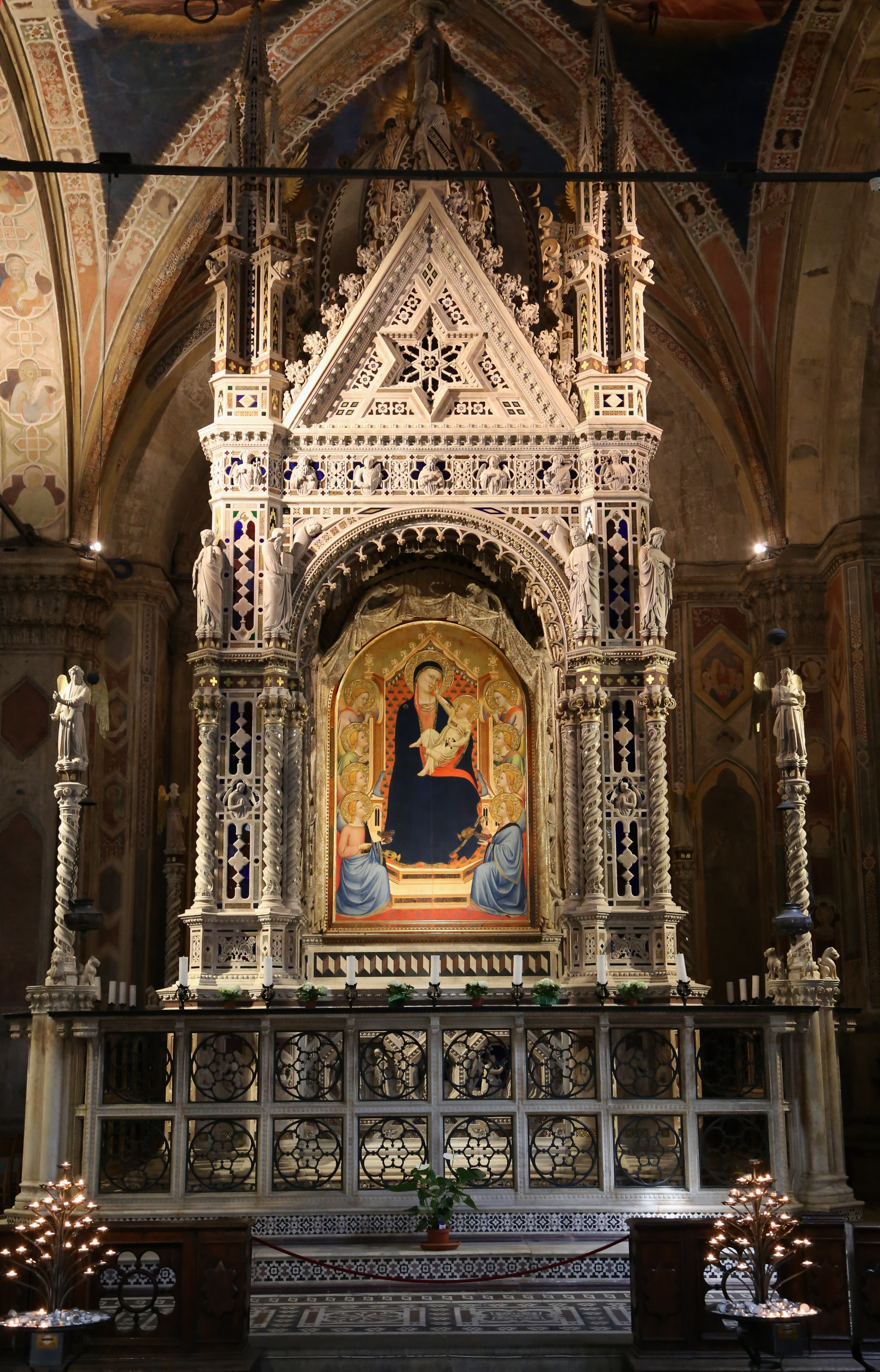
Marcell und Iris heiraten vor Orcagnas Tabernakel in Orsanmichele

Durch einen Zufall entdeckt Sigrid, dass sie die Gabe besitzt, Iris zu hypnotisieren. In der Trance hat Iris eine hellsichtige Vision von einer sühnenden Frau, deren Blut auf weiße Rosen fällt. Später wird sie wiederkehrend von dieser Frau träumen. Marcell erfährt von der Hypnose und warnt Sigrid davor, Iris Schaden zuzufügen. Die Liebenden heiraten.
Ein Jahr später leben Marcell und Iris in Schloss Hochwald an der deutschen Nordseeküste und haben ein Kind, Siegfried. Ludwig von Erlenstein ist verstorben, Sigrid lebt nun bei Marcells Schwester Olga. Boris hat Fuxia geheiratet. Iris erbt von einer ihr unbekannten „Pate“ – tatsächlich von ihren eigenen leiblichen Eltern – einen großen Geldbetrag. Schon vor seinem Tode hatte Ludwig ihr Miniaturporträts ihrer Eltern sowie ein Kästchen mit Erinnerungsstücken Marias und einen versiegelten Brief überlassen. Da Marcell ihr rät, die Vergangenheit nicht anzurühren, lässt Iris Kästchen und Brief zunächst ungeöffnet. Erst als Sigrid anreist und sie bedrängt, erkundet Iris den Inhalt des Kästchens, das abgeschnittenes Frauenhaar, ein blutgetränktes Spitzentuch und drei welke Rosen enthält. Unter Sigrids Hypnose vermag Iris auch den Inhalt des versiegelten Briefes wiederzugeben.
Zweiter Band
Gemeinsam mit Sigrid sind auch Olga und Sascha angereist. Wenig später folgt Spini. Als Zufallsgäste erscheinen überdies der berühmte Wagnersänger Hans aus dem Winkel und der mit Marcell befreundete Archäologieprofessor August Glaucher. Der Professor erzählt der versammelten Gesellschaft die Geschichte der weißen Rosen von Ravensberg: Die Ravensberg waren uralter schwäbischer Adel. Als im Jahre 1268 Enzio von Ravensberg seinem Lehnsherrn Konradin nach dessen Enthauptung untreu wurde und sich Karl von Anjou anschloss, sprach der Kaiser über die Ravensberg die Acht aus und strafte sie mit einer Umgestaltung ihres Familienwappens: Statt roter Rosen auf weißem Grund mussten darin, als Eingeständnis der Blutschuld an Konrad, nun weiße Rosen auf rotem Grund gezeigt werden. Erst nach Blutsühne würden die Ravensberg ihr ursprüngliches Wappen wieder führen dürfen. Nun war im Jahre 1869 der letzte Ravensberg, Karl, tatsächlich auf blutige Weise gestorben, nämlich durch einen Pistolenschuss, den seine Frau Marie auf ihn abgegeben hatte.
Anlass zum Gruseln bietet den Gästen auf Schloss Hochwald auch ein rotes Licht, das in dunklen Nächten auf dem Meer zu tanzen scheint. Der Volksmund will wissen, dass sich hier eine irrende Seele bemerkbar mache, die in ihrem Grabe keine Ruhe finde.
Sigrid hatte Spinis Einladung eigentlich nur betrieben, um ihn zu ihrem willigen Werkzeug zu machen, mit dem sie Iris loszuwerden und Marcells Liebe zu gewinnen hoffte. Da Spini sie wie besessen liebt, wird sie nun jedoch in eine komplizierte Beziehung mit ihm verstrickt. Um ihn gleichzeitig anzulocken und auf Distanz zu halten, gesteht sie ihm ihre Liebe und macht geltend, dass Marcell, der noch ein Jahr lang ihr Vormund sein wird, der Verbindung nie zustimmen würde. Tatsächlich erteilt Marcell Spini, als dieser bei ihm um Sigrids Hand anhält, wegen der Antiquitätenfälschungen eine barsche Abfuhr.
Dennoch versucht Spini, Sigrid dienstbar zu sein. So berichtet er ihr, dass er in Rom einst per Zufall den Priester getroffen hatte, der Sigrid nach ihrer Geburt getauft hatte. Von diesem hatte er erfahren, dass die vermeintlichen Zwillinge gar keine Geschwister sind. Spini nimmt an, dass Iris ein außereheliches Kind Ludwig von Erlensteins ist, dass nach seiner Geburt als Sigrids Vollschwester ausgegeben wurde.  Als Sigrid Marcell mit diesem Stück Information konfrontiert, sagt er ihr – unter der Auflage, Iris gegenüber strikt zu schweigen – die volle Wahrheit: Iris ist das Kind der Marie von Ravensberg. Sigrids Aversion gegen Iris, die als vager Geschwisterneid immer schon bestanden hatte, erhält durch diese Enthüllung die ultimative Nahrung: Glaubt sie nun doch, jedes Recht zu haben, den Geliebten von Iris, dem Mörderinnenkind, zu befreien.
Ein weiterer Zeuge, von dem Spiri bei einer zufälligen Begegnung in Rom interessante Informationen erhalten hatte, war Marcells ehemaliger Pferdebursche Klose gewesen. Dieser hatte von einer geheimen Gruft in einem unbewohnten Flügel von Schloss Hochwald gewusst. Spini findet die Gruft und den darin befindlichen Sarg und lüftet damit gleichzeitig das Geheimnis des roten Lichts, das als Grablicht von der Gruft aus durch eine Schießscharte aufs Meer hinausleuchtet. Spini vermutet, dass der Sarg die Überreste eines Menschen birgt, den Marcell ermordet hat.
Als er Marcell mit seiner Entdeckung konfrontiert, kontert dieser, dass er die Gruft mit polizeilicher Erlaubnis eingerichtet habe, und weist Spini, zumal dieser in unerlaubter Zweisamkeit mit Sigrid beobachtet wurde, aus dem Schloss.
Nach Streitigkeiten mit Boris reist auch Fuxia ab, nämlich nach Hamburg, wo der Wagnersänger, in den sie sich inzwischen verliebt hat, auftreten soll. Boris und Marcell reisen ihr nach, um sie zurückzuholen.
Während Marcells Abwesenheit klärt Sigrid Iris schonungslos über ihre wahre Herkunft auf. Auch hypnotisiert sie Iris ein weiteres Mal, um ihr einzuflüstern, dass Marcell sie, das Mörderinnenkind, unmöglich lieben könne und dass ihr Leben hinfällig sei. Ohne zu wissen, wie ihr geschieht, geht Iris, mit ihrem Kind auf dem Arm, ins Meer, um sich zu ertränken. Marcell rettet seiner Frau im letzten Augenblick das Leben. Seine überstürzte Rückkehr nach Schloss Hochwald war teils von einer Vision, teils von einer telegrafischen Warnung des Professors veranlasst gewesen. Da Iris über ihre Herkunft inzwischen weiß, zeigt Marcell ihr nun auch die Gruft und erzählt seine eigene Geschichte: Er hatte Karl und Marie von Ravensberg als junges Ehepaar kennengelernt. Zwischen ihm und Marie sei wechselseitige Liebe entstanden, Marie habe jedoch einen schlechten Charakter gehabt, ihr Kind nicht geliebt und ihren Mann schließlich erschossen, um Marcell, der von vornehmerer Geburt war als Karl, heiraten zu können. Marcell hatte sich an Karls Ermordung mitschuldig gefühlt. Der König, der Marie, weil sie nicht geständig war, nicht hatte begnadigen können, hatte Marcell dann immerhin erlaubt, ihren Leichnam in seinem Schloss zur letzten Ruhe zu betten. Marcell hatte nach dieser schlechten Erfahrung beschlossen, unverheiratet zu bleiben. Die Entdeckung von Iris’ wahrer Identität hatte ihn anfangs zutiefst verwirrt und in Grübeleien darüber gestürzt, ob er sich mit einer Tochter der ehemaligen Geliebten würde vermählen können. Die Absolution seines Beichtvaters und seine große Liebe zu Iris hatten ihm die Entscheidung dann aber doch leicht gemacht.
Als ein hinzugerufener Arzt entdeckt, dass Iris’ Suizidversuch unter Hypnose erfolgte, ist Marcell sofort klar, dass Sigrid dahintersteckt. Nachdem er sie fortschickt, wird Sigrid nervenkrank in eine Heilanstalt eingewiesen und heiratet nach ihrer Entlassung – vollkommen zermürbt – Spini. Boris und Fuxia versöhnen sich. Sascha kann mit Marcells Unterstützung gegen ihre Mutter den Wunsch durchsetzen, nach München zu gehen, um dort Kunst zu studieren, und wird eine berühmte Malerin.

## Rezeption
Der Roman wurde zweimal, mit erheblichen Veränderungen der Handlung, als Spielfilm adaptiert:
- Die weißen Rosen von Ravensberg, Deutschland 1919, Regie: Nils Olaf Chrisander, Drehbuch: Richard Kühle, Darsteller: Uschi Elleot (Iris), Nils Olaf Chrisander (Marcel), Erna Thiele (Sigrid)[2]
- Die weißen Rosen von Ravensberg, Deutschland 1929, Regie: Rudolf Meinert, Drehbuch: Emanuel Alfieri, Johannes Brandt, Darsteller: Dolly Davis, Jack Trevor, Viola Garden[3]

## Ausgaben (Auswahl)
- Die weißen Rosen von Ravensberg. Lübbe, 1980, ISBN 3-404-11152-4.
- Die weißen Rosen von Ravensberg. CreateSpace, 2017, ISBN 978-1-981328-57-4.